# Ходорович, Виктор Антонович
Виктор Антонович Ходорович (10 декабря 1894, Тифлис — 16 марта 1920, Крым) — русский военный лётчик, поручик, участник Первой мировой войны, кавалер Георгиевского оружия (1917) и трёх георгиевских крестов.
После Октябрьской революции начал службу в Красной армии (РККА), но затем перешёл на сторону Белого движения, где был произведён в штабс-капитаны.

## Биография
Виктор Ходорович родился 10 декабря 1894 года в Тифлисе, в семье армяно-григорианского вероисповедания. Его отец был коллежским асессором. Начальное образование получил в Эриванской мужской гимназии. После окончания гимназии вступил в Киевский политехнический институт, где окончил два курса.
13 октября 1914 года, после начала Первой мировой войны, добровольно поступил на службу в Российскую императорскую армию рядовым на правах вольноопределяющегося 1-го разряда, службу начал в 1-й авиационной роте. 29 октября 1914 года был направлен в Севастопольскую военную авиационную школу, которую окончил 12 мая 1915 года. После чего, был назначен служить в 3-м полевом авиационном отряде. 25 мая прибыл в отряд, но вскоре был переведён в 35-й корпусный авиационный отряд. 6 июня 1915 года получил звание младшего унтер-офицера, а 16 июля 1915 года — звание старшего унтер-офицера. 30 июля 1915 года великий князь Георгий Михайлович лично наградил Виктора Ходоровича Георгиевским крестом 2-й степени. 23 декабря 1915 года был произведён в чин прапорщика и в тот же день стал исправляющим должность командующего 8-м армейским авиационным отрядом. 2 апреля 1916 года Ходорович был сбит близ города Черновцы.
20 апреля 1916 года был переведён на службу в 8-й армейский авиационный отряд. Во время службы в отряде неоднократно отличался по службе. 7 сентября 1916 года сбил самолёт противника близ Киселина. 19 ноября 1916 года «за боевые отличия» был произведён в подпоручики. 24 июня 1917 года в районе Станиславова осуществил воздушную разведку, за что, был удостоен Георгиевского оружия. 21 июля 1917 года сбил вражеский самолёт близ города Новоселица. Некоторое время находился на должности командира 8-го армейского авиаотряда. 29 октября 1917 года был произведён в поручики.
После Октябрьской революции перешёл на службу в РККА. По состоянию на март 1919 года числился при Киевской авиационной школе РККВФ. Затем стал одним из лётчиков авиационного отряда особого назначения, который был сформирован в Виннице с целью наладить авиационный мост с Венгерской советской республикой (ВНР). 12 апреля того же года совершил первый в истории советской авиации международный перелет на самолете типа «Эльфауге», вылетев из Винницы в село Полфалва (близ Будапешта).
В августе 1919 года Виктор Антонович вместе со своей женой совершил перелёт на самолете типа «Эльфауге» из Киева (по другим данным из Харькова) на территорию, контролируемую Вооружёнными силами Юга России (ВСЮР). 19 августа был прикомандирован к Управлению начальника авиации ВСЮР. 20 октября того же года был назначен в распоряжение дежурного генерала Штаба Верховного Главнокомандующего ВСЮР. Во время службы в рядах ВСЮР был произведён в чин штабс-капитана.
Виктор Ходорович скончался 16 марта 1920 года от тифа в Крыму.

## Награды
Виктор Антонович был удостоен следующих наград:
- Георгиевское оружие (Приказ по 8-й армии № 2855 от 2 сентября 1917[5])
— «за то, что в бою 24-го июня 1917 г. под г.Станиславовым во время артиллерийской подготовки вечером, накануне штурма укрепленной позиции противника, управляя аппаратом, проник в район неприятельского расположения и, несмотря на убийственный обстрел с опасностью для жизни держался над лесом у д.д.Рыбно и Павельче до тех пор, пока не выяснил расположения всех стрелявших батарей противника. Своевременно доставив эти сведения, он дал возможность 25-го июня ослабить огонь неприятельской артиллерии, чем существенно повлиял на успешный ход дальнейшей операции, увенчавшейся прорывом укрепленной полосы противника и захватом более 10 000 пленных, 80 орудий, 200 пулеметов»;
- Орден Святого Владимира 4-й степени с мечами и бантом (Приказ по армиям Юго-Западного фронта № 1994 от 10 декабря 1916)
— «за сбитый неприятельский самолет и бомбометание 7 сентября 1916 г. в районе с.Локачи»;
- Орден Святой Анны 2-й степени с мечами (Приказ по 8-й армии № 2706 от 30 июня 1917)
- Орден Святой Анны 3-й степени с мечами и бантом (Приказом по 8-й армии № 1823 от 1916)
— «за воздушные разведки и фотографирование позиций противника по р.Стоходу за время с 5 по 23 июня 1916 г.»;
- Орден Святого Станислава 2-й степени с мечами (Приказ по 8-й армии № 2403 от 27 марта 1917)
— «за воздушные разведки и фотографирование позиций противника в лесистых Карпатах в зимний период 1916 и 1917 года»;
- Орден Святого Станислава 3-й степени с мечами и бантом - Приказом по 8-й армии № 1783 от 1916)
— «за воздушную разведку 24 мая 1916 года, давшую ценные сведения об отступлении противника»;
- Георгиевский крест 2-й степени (№ 12368)
— «за воздушные разведки и бомбометание и доставление особо важных сведений о противнике[2]»
- Георгиевский крест 3-й степени (№ 7087; Приказ по 8-й армии № 590 от 31 июля 1915)
— «за воздушные разведки, бомбометание под огнем противника и доставление ценных сведений о расположении неприятеля[6]»;
- Георгиевский крест 4-й степени (№ 225470; Приказ по 8-й армии № 595 от 26 августа 1915)
— «за воздушную разведку 25-го мая 1915 года[7]».